# Rosa irinae
Rosa irinae (троянда Ірини) — вид рослин з родини трояндових (Rosaceae). 

## Поширення
Вид зростає в Північній Осетії.